# Ponti sul Mincio
Ponti sul Mincio is een gemeente in de Italiaanse provincie Mantua (regio Lombardije) en telt 2037 inwoners (31-12-2004). De oppervlakte bedraagt 11,8 km², de bevolkingsdichtheid is 174 inwoners per km².

## Demografie
Ponti sul Mincio telt ongeveer 845 huishoudens. Het aantal inwoners steeg in de periode 1991-2001 met 10,1% volgens cijfers uit de tienjaarlijkse volkstellingen van ISTAT.
| Jaar | Inwoneraantal |
| ---- | ------------- |
| 1991 | 1736          |
| 2001 | 1912          |

## Geografie
Ponti sul Mincio grenst aan de volgende gemeenten: Monzambano, Peschiera del Garda (VR), Pozzolengo (BS), Valeggio sul Mincio (VR).